# Kontrast następczy

Po wpatrywaniu się przez jakiś czas w ten obraz i odwróceniu wzroku można ujrzeć flagę Włoch

Kontrast następczy (również powidok, obraz następczy) – zjawisko optyczne polegające na tym, że po wpatrywaniu się w jakiś kształt, a następnie odwróceniu wzroku, w oczach pojawia się na chwilę ten sam, zamazany kształt w barwie dopełniającej, np. czerwone zachodzące słońce pozostawi w oczach swój okrąg w barwie zielono-niebieskiej.

## Mechanizm powstawania
Zjawisko to związane jest z budową siatkówki oka. Receptory odpowiedzialne za widzenie barw (czopki) połączone są parami – np. receptory odpowiedzialne za widzenie światła czerwonego w określonym obszarze siatkówki z receptorami odpowiedzialnymi za widzenie światła zielonego w tym samym obszarze siatkówki. Wszystkie te receptory wysyłają jednocześnie swoje informacje do komórki zbiorczej. 
Gdy na ten obszar pada światło białe (które składa się zarówno ze światła czerwonego jak i zielonego), pobudzone są w takim samym stopniu receptory czerwone i zielone, co powoduje, że komórka zbiorcza wysyła do mózgu informacje o tym, że "widzi" w danym obszarze światło białe. Jeśli na dany obszar pada światło czerwone, to działanie receptorów czerwonego światła przeważa nad zielonym i komórka zbiorcza "mówi" mózgowi, że "widzi" światło czerwone. Jeśli teraz na ten obszar siatkówki padnie znowu światło białe (czyli teoretycznie receptory czerwone i zielone powinny reagować z taką samą siłą), to okaże się, że receptory czerwone są "wyczerpane" – wysyłają słabsze sygnały niż receptory zielone. Ostatecznie komórka zbiorcza wysyła do mózgu sygnał o tym, że widzi światło zielone.